# Lansdowne (Wirginia)
Lansdowne – jednostka osadnicza w Stanach Zjednoczonych, w stanie Wirginia, w hrabstwie Loudoun.